# انزوای باشکوه

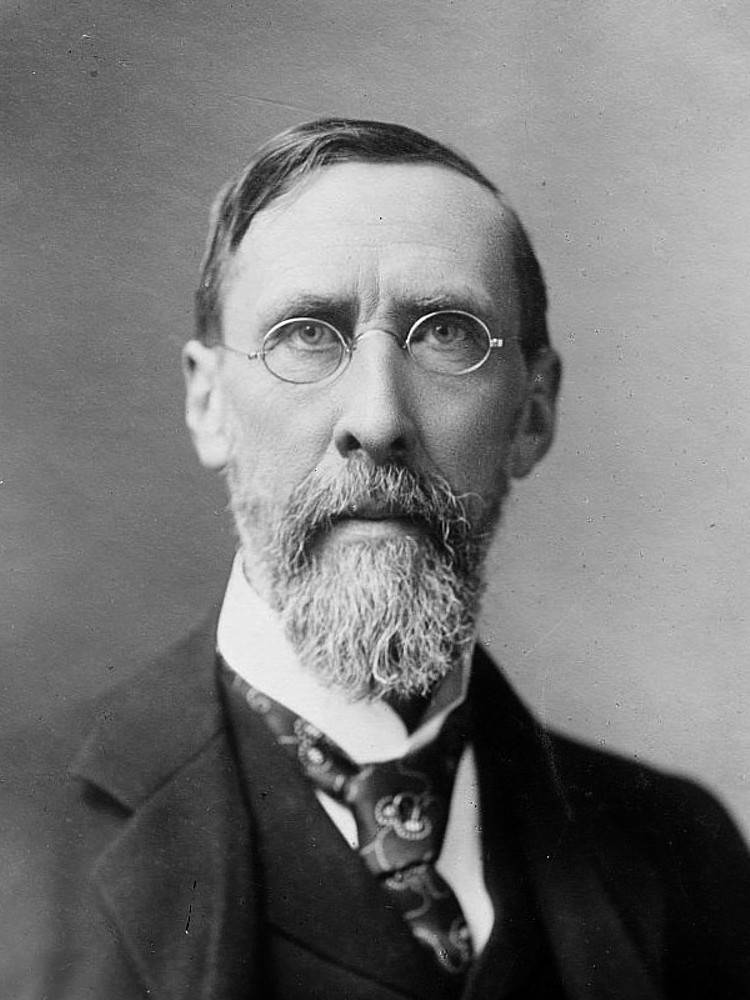
گاسکوین سسیل

انزوای باشکوه اشاره به سیاست امپراتوری بریتانیا در قرن نوزدهم دارد که باعث می‌شد این امپراتوری از متحد شدن با کشورهای دیگر به صورت دائمی خودداری کند. این سیاست که در دوران دولت گاسکوین-سسیل میان سال‌های ۱۸۸۵ تا ۱۹۰۲ به اوج خود رسید، با خروج بریتانیا از کنسرت اروپا در سال ۱۸۲۲ آغاز شد و با توافق قلبی با فرانسه در سال ۱۹۰۴ به پایان رسید؛ زیرا در این دوران اروپا به دو بلوک قدرت تقسیم شده بود و بریتانیا مجبور بود تا این سیاست خود را نقض کند.
این اصطلاح نخستین بار در ژانویه سال ۱۸۹۶ توسط یک سیاستمدار کانادایی به نام جورج ائولاس فاستر به کار برده شد. او برای نشان دادن موافقت خود نسبت به سیاست بریتانیا مبنی بر عدم دخالت در اتفاقات و جنگ‌های میان کشورهای اروپایی گفته بود: «در این دوران دشوار، امپراتوری مادر باشکوه تمام در انزوا ایستاده‌است.»